# Fleuré (Orne)
Fleuré és un municipi francès situat al departament de l'Orne i a la regió de Normandia. L'any 2007 tenia 240 habitants.

## Demografia

### Població
El 2007 la població de fet de Fleuré era de 240 persones. Hi havia 88 famílies de les quals 16 eren unipersonals (12 homes vivint sols i 4 dones vivint soles), 36 parelles sense fills i 36 parelles amb fills.
La població ha evolucionat segons el següent gràfic:
Habitants censats

### Habitatges
El 2007 hi havia 109 habitatges, 94 eren l'habitatge principal de la família, 7 eren segones residències i 8 estaven desocupats. 106 eren cases i 3 eren apartaments. Dels 94 habitatges principals, 77 estaven ocupats pels seus propietaris i 17 estaven llogats i ocupats pels llogaters; 1 tenia una cambra, 3 en tenien dues, 7 en tenien tres, 21 en tenien quatre i 61 en tenien cinc o més. 90 habitatges disposaven pel capbaix d'una plaça de pàrquing. A 34 habitatges hi havia un automòbil i a 54 n'hi havia dos o més.

### Piràmide de població
La piràmide de població per edats i sexe el 2009 era:
| Homes | Edats   | Dones |
| ----- | ------- | ----- |
| 0     | 95 o +  | 0     |
| 0     | 90 a 94 | 0     |
| 0     | 85 a 89 | 0     |
| 0     | 80 a 84 | 4     |
| 4     | 75 a 79 | 0     |
| 4     | 70 a 74 | 0     |
| 12    | 65 a 69 | 12    |
| 4     | 60 a 64 | 8     |
| 4     | 55 a 59 | 4     |
| 4     | 50 a 54 | 4     |
| 8     | 45 a 49 | 8     |
| 8     | 40 a 44 | 8     |
| 12    | 35 a 39 | 12    |
| 12    | 30 a 34 | 16    |
| 12    | 25 a 29 | 0     |
| 4     | 20 a 24 | 4     |
| 4     | 15 a 19 | 4     |
| 16    | 10 a 14 | 8     |
| 0     | 5 a 9   | 16    |
| 8     | 0 a 4   | 12    |

## Economia
El 2007 la població en edat de treballar era de 148 persones, 118 eren actives i 30 eren inactives. De les 118 persones actives 110 estaven ocupades (59 homes i 51 dones) i 8 estaven aturades (5 homes i 3 dones). De les 30 persones inactives 14 estaven jubilades, 10 estaven estudiant i 6 estaven classificades com a «altres inactius».

### Ingressos
El 2009 a Fleuré hi havia 96 unitats fiscals que integraven 255 persones, la mediana anual d'ingressos fiscals per persona era de 17.926 €.

### Activitats econòmiques
Dels 6 establiments que hi havia el 2007, 2 eren d'empreses de construcció, 1 d'una empresa d'hostatgeria i restauració, 2 d'empreses immobiliàries i 1 d'una empresa classificada com a «altres activitats de serveis».
Dels 3 establiments de servei als particulars que hi havia el 2009, 1 era una fusteria, 1 restaurant i 1 saló de bellesa.
L'any 2000 a Fleuré hi havia 13 explotacions agrícoles que ocupaven un total de 910 hectàrees.

## Poblacions més properes
El següent diagrama mostra les poblacions més properes.